# Challenger de Szczecin
EL Pekao Szczecin Open es un torneo profesional de tenis. Pertenece al ATP Challenger Tour. Se juega desde el año 1996, sobre superficie de tierra batida, en Szczecin, Polonia.

## Palmarés

### Individuales
| Año  | Campeón              | Finalista                   | Resultado          |
| ---- | -------------------- | --------------------------- | ------------------ |
| 2024 | Vít Kopřiva          | Andrea Pellegrino           | 7–5, 6–2           |
| 2023 | Federico Coria       | Vít Kopřiva                 | 6–1, 7–6(7–4)      |
| 2022 | Corentin Moutet      | Dennis Novak                | 6–2, 6–7(5–7), 6–4 |
| 2021 | Zdeněk Kolář         | Kamil Majchrzak             | 7–6(7–5), 7–5      |
| 2020 | No celebrado         | No celebrado                | No celebrado       |
| 2019 | Jozef Kovalík        | Guido Andreozzi             | 6–7(5–7), 6–2, 6–4 |
| 2018 | Guido Andreozzi      | Alejandro Davidovich Fokina | 6–4, 4–6, 6–3      |
| 2017 | Richard Gasquet      | Florian Mayer               | 7–6(7–3), 7–6(7–4) |
| 2016 | Alessandro Giannessi | Dustin Brown                | 6–2, 6–3           |
| 2015 | Jan-Lennard Struff   | Artem Smirnov               | 6–4, 6–3           |
| 2014 | Dustin Brown         | Jan-Lennard Struff          | 6–4, 6–3           |
| 2013 | Oleksandr Nedovyesov | Pere Riba                   | 6–2, 7–5           |
| 2012 | Victor Hănescu       | Iñigo Cervantes Huegun      | 6–4, 7–5           |
| 2011 | Rui Machado          | Éric Prodon                 | 2–6, 7–5, 6–2      |
| 2010 | Pablo Cuevas         | Igor Andreev                | 6–1, 6–1           |
| 2009 | Evgeny Korolev       | Florent Serra               | 6-4, 6-3           |
| 2008 | Florent Serra        | Albert Montañés             | 6-4, 6-3           |
| 2007 | Sergio Roitman       | Ivo Minář                   | 6-2, 7-5           |
| 2006 | Nicolás Lapentti     | Bohdan Ulihrach             | 3-6, 6-3, 6-3      |
| 2005 | Agustín Calleri      | Alberto Martín              | 4-6, 6-2, 6-4      |
| 2004 | Edgardo Massa        | David Sánchez               | 6-2, 6-2           |
| 2003 | Nicolás Massú        | Albert Portas               | 6-4, 6-3           |
| 2002 | Nikolay Davydenko    | David Sánchez               | 6-3, 6-3           |
| 2001 | Juan Ignacio Chela   | Nicolas Coutelot            | 6-1, 6-3           |
| 2000 | Bohdan Ulihrach      | Alberto Martín              | 6-0, 6- 2          |
| 1999 | Andreas Vinciguerra  | Juan Antonio Marín          | 6-2, 6-4           |
| 1998 | Younes El Aynaoui    | Jens Knippschild            | 6-3, 6-4           |
| 1997 | Richard Fromberg     | Nicolás Lapentti            | 6-7, 6-4, 6-1      |
| 1996 | Jimy Szymanski       | Nuno Marques                | 2-6, 6-3, 6-3      |

### Dobles
| Año   | Campeones                            | Finalistas                               | Resultado                  |
| ----- | ------------------------------------ | ---------------------------------------- | -------------------------- |
| 2024  | Guido Andreozzi Théo Arribagé        | Ryan Seggerman Szymon Walków             | 6–2, 6–1                   |
| 2023  | Andrew Paulson Vitaliy Sachko        | Zdeněk Kolář Sergio Martos Gornés        | 6–1, 7–6(8–6)              |
| 2022  | Dustin Brown Andrea Vavassori        | Roman Jebavý Adam Pavlásek               | 6–4, 5–7, [10–8]           |
| 2021  | Santiago González Andrés Molteni     | André Göransson Nathaniel Lammons        | 2–6, 6–2, [15–13]          |
| 2020  | No celebrado                         | No celebrado                             | No celebrado               |
| 2019  | Guido Andreozzi Andrés Molteni       | Matwé Middelkoop Hans Podlipnik Castillo | 6–4, 6–3                   |
| 2018  | Karol Drzewiecki Filip Polášek       | Guido Andreozzi Guillermo Durán          | 6–3, 6–4                   |
| [2017 | Wesley Koolhof Artem Sitak           | Aliaksandr Bury Andreas Siljeström       | 6–1, 7–5                   |
| 2016  | Andre Begemann Aliaksandr Bury       | Johan Brunström Andreas Siljeström       | 7–6(7–2), 6–7(7–9), [10–4] |
| 2015  | Tristan Lamasine Fabrice Martin      | Federico Gaio Alessandro Giannessi       | 6–3, 7–6(7–4)              |
| 2014  | Dustin Brown Jan-Lennard Struff      | Tomasz Bednarek Igor Zelenay             | 6–2, 6–4                   |
| 2013  | Ken Skupski Neal Skupski             | Andrea Arnaboldi Alessandro Giannessi    | 6–4, 1–6, [10–7]           |
| 2012  | Andre Begemann Martin Emmrich        | Tomasz Bednarek Mateusz Kowalczyk        | 3–6, 6–1, [10–3]           |
| 2011  | Marcin Gawron Andriej Kapaś          | Andrey Golubev Yuri Schukin              | 6–3, 6–4                   |
| 2010  | Dustin Brown Rogier Wassen           | Rameez Junaid Philipp Marx               | 6–4, 7–5                   |
| 2009  | Tomasz Bednarek Mateusz Kowalczyk    | Oleksandr Dolgopolov Jr. Artem Smirnov   | 6-3, 6-4                   |
| 2008  | David Marrero Dawid Olejniczak       | Łukasz Kubot Oliver Marach               | 7-6(4), 6-3                |
| 2007  | Tomas Behrend Christopher Kas        | Juan Pablo Brzezicki Juan Pablo Guzmán   | 6-0, 5-7, 10-8             |
| 2006  | Tomas Behrend Christopher Kas        | Tomasz Bednarek Marcin Matkowski         | 6-1, 3-6, 10-4             |
| 2005  | Mariusz Fyrstenberg Marcin Matkowski | Agustín Calleri Sebastián Prieto         | 6-2, 6-4                   |
| 2004  | Lucas Arnold Ker Mariano Hood        | Óscar Hernández Alberto Martín           | 6-0, 6-4                   |
| 2003  | Mariusz Fyrstenberg Marcin Matkowski | David Škoch Jaroslav Levinský            | 6-1, 7-5                   |
| 2002  | José Acasuso Andrés Schneiter        | Leoš Friedl David Škoch                  | 6-4, 7-5                   |
| 2001  | Mariusz Fyrstenberg Marcin Matkowski | Juan Ignacio Carrasco Álex López Morón   | 6-4, 7-6(2)                |
| 2000  | Alberto Martín Eyal Ran              | Mariano Hood Martín Rodríguez            | 7-6(2), 6-7(5), 6-2        |
| 1999  | Aleksandar Kitinov Jack Waite        | Guillermo Cañas Martín García            | 6-1, 5-7, 6-4              |
| 1998  | Orlin Stanoytchev Radomír Vašek      | Massimo Ardinghi Álex López Morón        | 7-6, 3-6, 6-4              |
| 1997  | Tom Kempers Daniel Orsanic           | Cristian Brandi Filippo Messori          | 6-3, 7-5                   |
| 1996  | Tom Vanhoudt Fernon Wibier           | Emanuel Couto Nuno Marques               | 6-1, 6-1                   |